# Bryantia caudata
Bryantia caudata är en fjärilsart som beskrevs av William Schaus 1922. Bryantia caudata ingår i släktet Bryantia och familjen björnspinnare. Inga underarter finns listade i Catalogue of Life.